# Gerhard Froboess
Gerhard Froboess (* 10. Mai 1906 in Weißwasser/Oberlausitz; † 26. Februar 1976 in Berlin) war ein deutscher Komponist, Tontechnikermeister und Verleger. Bekannt ist er vor allem für seine heute noch bekannte Komposition Pack die Badehose ein von 1951.

## Leben
In Berlin lebend, schickte er wegen der Bombenangriffe im Jahre 1943 seine schwangere Frau Margaretha nach Wriezen, wo im Oktober ihre Tochter Cornelia geboren wurde.
Anfang der 1940er-Jahre wirkte er als Tontechnikermeister bei Filmen wie Kohlhiesels Töchter oder Das Mädchen Juanita mit. In den 1950er- und 1960er-Jahren arbeitete Froboess vorwiegend als Komponist und Verlagsleiter. Er arbeitete auch als Texter. In dieser Zeit legte er sich das Pseudonym Erich Langenfeld zu.
Froboess schrieb Film- und Unterhaltungsmusiken. Viele seiner Kompositionen und Arrangements wurden von seiner Tochter Cornelia gesungen, darunter das bis heute noch bekannte Lied Pack die Badehose ein mit einem Text von Hans Bradtke, das Tochter Cornelia im Mai 1951 auf einer Bühne präsentierte. Dieses sehr populäre Lied wurde dann auch in der DDR von der Kabarettistin Gina Presgott mit leicht verändertem Text gesungen. Heißt es noch im Original: „und dann nischt wie raus nach Wannsee“, einem im westlichen Teil Berlins gelegenen See, so lautet der gleiche Abschnitt in der DDR-Version: „und dann nischt wie raus ins Strandbad“.
Als Leiter der Berliner Musikverlage Edition Metronom Gerhard Froboess KG und Musikverlag Melodie Froboess und Budde KG veröffentlichte Froboess dieses und weitere Lieder im Verlag Melodie.

## Kompositionen für seine Tochter Cornelia
1951 komponierte Gerhard Froboess ursprünglich für die Schöneberger Sängerknaben den heutigen Ohrwurm Pack die Badehose ein. Seine Tochter, damals siebenjährig, übernahm das Lied und trat ab diesem Zeitpunkt mit vielen seiner Kompositionen auf:
- 1951:
  - Pack die Badehose ein (Verlag Melodie)
  - O, diese Jöre (Verlag Melodie)
  - Hei, hei, hei, so eine Schneeballschlacht (Verlag Melodie)
- 1952: Am liebsten spiele ick uff unser’n Hof, (Verlag Melodie)
- 1953: Muttis Hände / Ich heirate Pappi (Verlag Melodie), unter dem Pseudonym Langenfeld getextet
- 1955: Bimbo (Verlag Melodie), unter dem Pseudonym Langenfeld komponiert
- 1958: Kleine Lucienne, (Electrola)
- 1960:
  - Wer wird der erste sein, (Electrola)
  - Nicht so schüchtern, junger Mann, (Electrola)
  - Lago Maggiore, (Electrola)
- 1964: In Tati-Tati-Tita, (Electrola)
- 1966: Und das Leben geht weiter (Polydor)
- 1967: Die Sommerballade von der armen Louise (Electrola)